# Tsounami (revue)
 (juillet 2024).
Tsounami est une revue française de cinéma fondée en 2021 par Grégoire Benoist-Grandmaison et Nicolas Moreno,. La revue est thématique, éditée en ligne et en format papier, et mêle articles, critiques, réflexions et entretiens. L'équipe de rédaction se propose de couvrir l'actualité du cinéma en ligne et organise des ciné-clubs mensuels à La Filmothèque du Quartier Latin,.

## Liste des numéros[7]
1. Nouvelles voix, nouvelles voies
2. La comparaison
3. Cahier de vacances
4. Procès des belles couleurs
5. Retour aux sources
6. Les objets
7. Feux
8. Corps
9. L’ivresse
10. L’abécédaire
11. Rosso
12. Journal intime
13. Catastrophe
14. Papa Maman
15. Plouf
16. Silence

### Hors-séries
- TSOUNAMI Hors-série 2021 : Les festivals de l’année 2021
- TSOUNAMI Hors-série 2022 : Les festivals de l’année 2022